# Mortaiseuse
Une mortaiseuse est une machine-outil qui sert à l'usinage du bois ou des métaux — Elle est utilisée pour la réalisation de mortaises ou des rainures de clavette. Une telle opération d'usinage porte le nom de mortaisage.
On distingue différents types de mortaiseuses :

## Domaine du bois
- La mortaiseuse à mèche ;
- La mortaiseuse à chaîne ;
- La mortaiseuse à un couteau ;
- La mortaiseuse à trois couteaux ;
- La mortaiseuse à larder.

## Domaine de la mécanique
Machine-outil fonctionnant comme un étau limeur vertical pour la réalisation de mortaises intérieures (entrée de clavette) ou extérieures.